# Lon Nol
Lon Nol (Prey Veng, 13 de novembro de 1913 – Fullerton, 17 de novembro de 1985) foi um militar e político cambodjano, por duas vezes ministro da defesa e primeiro-ministro de seu país.
Foi ditador, entre 1972 e 1975, quando instaurou a república após derrubar o regime monárquico do príncipe Norodom Sihanouk. Exerceu uma política pró-ocidental para desgosto de grupos opositores monárquicos e comunistas. Foi deposto por Pol Pot e o Khmer Vermelho e passou a viver no exílio até a sua morte.

## Biografia
Foi educado pelos franceses para serviços civis. Após o ensino primário na escola de Doudart Lagreen, em Phnom Penh, continuou a sua formação na escola Chasseloup-Laubat, em Saigon, de 1928 a 1934. Em 1936, retornou ao serviço público da administração colonial francesa como juiz do tribunal de Siem Reap. No entanto, abandonou o judiciário a partir do ano seguinte para uma carreira administrativa na província de Kampong Cham. 
Em maio de 1945 se tornou governador da província de Kratie. No ano seguinte, o rei Norodom Sihanouk o nomeou chefe da delegação responsável por restaurar a província de Battambang, então ocupada pela Tailândia desde 1941.
Em 1951, liderou um pequeno partido, o Renovação Khmer, criado por Nhiek Tioulong, e se tornou líder da direita autoritária. O partido acabou derrotado nas eleições de setembro. No mesmo ano ganhou a posição de chefe da polícia nacional.
Em 1952, retornou a Battambang com a patente de tenente-coronel e lutou contra os rebeldes instalados na região. Em 1954, presidiu a comissão mista instituída pelos acordos de Genebra para acompanhar a partida dos vietminhs infiltrados no país.
Em 1955, tornou-se general e foi nomeado chefe do Estado-Maior Geral das Forças do Khmer (Fark), que lhe permitiu construir relações com muitos oficiais. Em 1959, tornou-se comandante do Fark, e em 23 de julho do mesmo ano, o ministro da defesa do governo Sihanouk.
Em 1963, foi nomeado vice-primeiro-ministro e, em 1966, chegou ao cargo de primeiro-ministro, cargo, o qual, abandona no ano seguinte. Em 1969, volta a ser primeiro-ministro depois que a esquerda abandonou a vida pública para dar forma definitiva ao Khmer Vermelho.

## Golpe de Estado
Porém, a vida de Lon Nol será recordada pelo que protagonizou entre 1970 e 1975. O governo do príncipe Norodom Sihanouk havia declarado o país neutro durante a Guerra do Vietnam, além de ter tido um papel titubeante na guerra, atitude que não era de simpatia dos Estados Unidos, que intervinham com o apoio do Vietnam do Sul contra as intenções de unificação do comunista Vietnam do Norte. Lon Nol seria então a carta-chave para deixar Norodom Sihanouk de lado e utilizar o país para satisfazer os planos norte-americanos.
O príncipe fez uma grande viagem entre Moscou e Pequim e essa foi a oportunidade para Lon Nol assumir o país como chefe de estado e declarar uma República Khmer. Em 18 de março de 1970, a Assembléia Nacional votou para depor o príncipe e concedeu todo o poder a Lon Nol entre os que contavam as disposições especiais em tempo de emergência. Em síntese, Lon Nol se tornava ditador.
Apesar dos ataques de hemiplegia, que o levaram a procurar tratamento em Honolulu, manteve a sua posição como presidente.

## Guerra do Vietnam
O ato político envolveu o país na Guerra do Vietnam e abriu uma era de conflitos internos e externos para a nação. A primeira medida foi a de exigir aos Vietcongs que abandonassem o território cambodjano e encerrou qualquer tipo de ajuda às forças do Vietnam do Norte. O príncipe Sihanouk havia feito, em 1965 um pacto secreto com o Vietnam do Norte e a China de permitir bases militares no território. Lon Nol fazia o mesmo, porém em outra linha, permitiria ao Vietnam do Sul e Estados Unidos a mesma medida, também sob pacto secreto. 
Em março de 1969, os Estados Unidos realizaram bombardeios secretos no norte do Cambodja com a intenção de destruir os refúgios do Vietcong, autorizados pelo recém-empossado presidente Richard Nixon e liderados pelo seu secretário de segurança nacional Henry Kissinger.  Por quatorze meses foram lançadas em solo cambodjano 110 000 toneladas de bombas, que continuaram a devastar o país até 1973. Se estima que foram 539 129 toneladas no total, ou três vezes e meia a mais do que a quantidade que os americanos lançaram sobre o Japão durante a Segunda Guerra Mundial. As vítimas cambodjanas alcançaram o patamar de 600 000 mortos. As mesmas fontes da CIA determinaram que os bombardeios apenas incrementaram a popularidade do Khmer Vermelho entre os campesinos cambodjanos do norte do país. Em 1973, ocorreram as primeiras vitórias do movimento guerrilheiro esquerdista contra o exército republicano, que tomou parte de 60% do país. Sem autorização governamental, Nixon intensificou os bombardeios contra o país.

## Rebeliões populares
O ditador ordena que toda a nação esqueça a imagem do príncipe Norodom Sihanouk, um ato que ia contra uma tradição profundamente respeitosa em relação ao seu rei. Tal ato, aparentemente insignificante, lhe trouxe uma maior antipatia popular e os campesinos passaram a atacar as casas dos governos provinciais, tentando avançar até a capital, Phnom Penh. Porém, o exército disparou contra os manifestantes e pelo menos 90 pessoas foram assassinadas.

## Guerra civil
Porém, o pior inimigo de Lon Nol seria o Khmer Vermelho. Os bombardeios americanos produziram centenas de vítimas entre os camponeses. A supressão da monarquia levou o país a uma guerra civil entre as Forças Armadas Nacionais Khmer, aliadas a Lon Nol, e as Forças Armadas de Libertação do Povo do Cambodja que haviam sido dominadas inteiramente pelo Khmer Vermelho. Enquanto isso, o príncipe Norodom Sihanouk havia formado um governo no exílio, em Pequim, conhecido como o Real Governo da Unidade Nacional do Kampuchea, em resistência ao governo de Lon Nol. No Cambodja a resistência contra o ditador estava usando uma figura do príncipe como motivo de unidade, enquanto a figura de Lon Nol era completamente impopular entre os camponeses. Muitos campesinos se uniam à insurgência, o que foi determinante para o fim do governo.
Ante à difícil situação, o ditador pediu ajuda aos Estados Unidos. Em 18 de novembro de 1970, o presidente Nixon responde com a aprovação do Congresso de uma ajuda de US$ 85 milhões para assistência militar a Lon Nol. Nixon e a CIA manteriam estreitas relações com o ditador. Porém, o exército de Nol foi presa fácil dos movimentos comunistas, melhor equipados e com uma maior experiência, e não pôde conter nem o avanço do Vietcong, nem o do Khmer Vermelho.

## A queda de Phnom Penh
Pouco a pouco se encerraria a tomada popular sobre a capital. Os Estados Unidos tentaram como última solução ao desastre político pactar o regresso do príncipe Norodom Sihanouk ao se dar conta do erro de haver posto de lado uma figura com um simbolismo popular inusitado. Contudo, não havia mais o que ser feito. A potência ocidental se retirou do país levando o seu aliado, o ditador Lon Nol. Em 17 de abril de 1975 a capital caiu nas mãos do Khmer Vermelho, os quais se dedicariam a eliminar todo e qualquer vestígio da breve República Khmer, de Lon Nol. Abririam, doravante, ao país um novo drama. O genocídio cambodjano.

## Exílio
Em 1 de abril de 1975 Lon Nol renuncia e foge do país rumo ao Hawaí. A principal razão foi o temor ao tomar conhecimento de uma lista negra do Khmer Vermelho na qual havia a aprovação implícita do príncipe Sihanouk, que o seu nome era o primeiro da lista a ser executado.
Seu irmão Lon Non e alguns aliados, como Long Boret e o príncipe Sisowath Sirik Matak, além de outros, cujos nomes não estavam na lista, optaram por permanecer no país. Acreditavam que se o Khmer Vermelho tomasse o poder, o príncipe Norodom Sihanouk os controlaria. Estavam equivocados. Todos foram sumariamente executados pelo novo governo depois da tomada da capital.
O ditador deposto fugiria primeiramente para a Indonésia e depois conseguiria abrigo nos Estados Unidos. Após uma longa estada no Hawaí até 1979, Lon Nol se transferiu para a Califórnia. Não voltaria mais a ver o seu país, pois morreria em 17 de novembro de 1985.